# رز هوبارت
رز هوبارت (انگلیسی: Rose Hobart؛ ۱ مهٔ ۱۹۰۶ – ۲۹ اوت ۲۰۰۰) هنرپیشه اهل ایالات متحده آمریکا بود. از فیلم‌هایی که وی در آن نقش داشته است، می‌توان به دکتر جکیل و آقای هاید اشاره کرد.